# Hermann Richard Pfretzschner
Hermann Richard Pfretzschner (* 8. Februar 1857 in Markneukirchen; † 1921 ebenda) war ein deutscher Bogenbauer, der den französischen Stil im deutschen Streichbogenbau einführte.

## Leben
Hermann Richard Pfretzschner war Sohn des Bogen- und Saitenmachers Carl Richard Pfretzschner. In der Werkstatt seines Vaters erlernte er die Grundbegriffe des Bogenbaus. Er wurde 1873 der letzte Schüler des Geigenbauers und Bogenmachers Jean Baptiste Vuillaume (1798–1875) in Paris. Vuillaume arbeitete nach dem französischen Meister François Tourte (1747–1835), der dem Bogen die heutige Form gab und erstmals Fernambukholz verwendete. Im Jahr 1880 gründete Pfretzschner die Firma H. R. Pfretzschner in Markneukirchen im damaligen böhmisch-sächsischen Musikwinkel. Hermann Richard Pfretzschner wurde im Jahre 1901 der Titel des „Königlich Sächsischen Hoflieferanten“ verliehen, was ihn berechtigte, das sächsische Königswappen in die Frösche seiner Bogen zu stempeln. 1911 wurde Hermann Richard durch den Großherzog von Sachsen-Weimar der Titel eines „Großherzoglich Sächsischen Hoflieferanten“ verliehen.
Die Weiterentwicklung des Violinbogens bewerkstelligte Hermann Richard Pfretzschner in Zusammenarbeit mit dem Geigenvirtuosen August Wilhelmj (1845–1908), den er 1903 persönlich traf und nach dessen Anregungen er das Wilhelmj-Modell entwickelte. Diesen Modellnamen ließ er später gesetzlich schützen. Im Jahre 1914 übergab Hermann Richard Pfretzschner das Geschäft seinen Söhnen Hermann und Berthold Pfretzschner, die beide das Bogenmacherhandwerk bei ihrem Vater erlernt hatten. Hermann Richard Pfretzschner starb 1921, nachdem er zwischenzeitlich kriegsbedingt das Geschäft wieder hatte übernehmen müssen.
Nach dem Tod seines Onkels Hermann übernahm 1958 Horst Pfretzschner, der bei seinem Vater Berthold das Bogenmacherhandwerk erlernte, die geschäftlichen Geschicke der Firma. Er sah sich gezwungen, die bis dato selbständige Familienwerkstatt im Jahr 1966 der staatlichen PGH Sinfonia einzugliedern. Diese wurde 1972 zum volkseigenen Betrieb VEB Sinfonia, welche 1985 der VEB Musima angegliedert wurde.
Trotzdem führen beide Söhne von Horst Pfretzschner – Heinz und Hermann – die Familientradition fort und erlernen den Beruf des Bogenmachers. Während Heinz im verstaatlichten Betrieb weiterarbeitet, verlässt Hermann noch vor der Wende 1989 die DDR und wird in Bad Endorf in Bayern heimisch. Nach der Wende – um 1991 – wird die Markneukirchener Originalwerkstatt reprivatisiert und von Heinz Pfretzschner und seinem Sohn Rene weiter betrieben. Allerdings hatte sich zwischenzeitlich Hermann in Bad Endorf die Rechte der Originalmarke "H.R.Pfretzschner" gesichert, so dass die Originalwerkstatt in Markneukirchen nun unter "H.Pfretzschner" firmieren muss. Darüber hinaus verkaufte Hermann die Marke "H.R.Pfretzschner" an einen Bogenmacher in Münster, so dass neue Bögen mit dieser Marke keinen direkten Bezug mehr zur Markneukirchener Ursprungsfirma haben, heute unter H.Pfretzschner Markneukirchen firmiert.